# Pleiospermium alatum
Pleiospermium alatum là một loài thực vật có hoa trong họ Cửu lý hương. Loài này được (Wight & Arn.) Swingle miêu tả khoa học đầu tiên năm 1916.